# Cheadle Hulme
Cheadle Hulme es una localidad situada en el condado de Gran Mánchester, en Inglaterra (Reino Unido), con una población estimada a mediados de 2016 de 25 274 habitantes.
Históricamente se encuentra en Cheshire, a 3,7 km al suroeste de Stockport y a 12,1 km al sureste de Manchester. Se encuentra en el valle de Ladybrook, en la llanura de Cheshire, y la deriva se compone principalmente de arcilla de roca, arenas y gravas. En 2011, tenía una población de 26.479 habitantes.
Se encuentra ubicada al sur de la región Noroeste de Inglaterra, cerca de la frontera con las regiones de Yorkshire y Humber y Midlands del Este, y de la ciudad de Mánchester —la capital del condado—.
En la zona se han descubierto pruebas de la actividad de la Edad de Bronce, la Romana y la Anglosajona, como monedas, joyas y hachas. La zona se menciona por primera vez en el Libro de Domesday de 1086, cuando era una gran finca que incluía la vecina Cheadle. A principios del siglo XIV, se dividió en las partes sur y norte, aproximadamente en las futuras ubicaciones de Cheadle Hulme y Cheadle respectivamente. La zona fue adquirida por la familia Moseley en el siglo XVII y pasó a llamarse Cheadle Moseley. A diferencia de muchos pueblos ingleses, no creció en torno a una iglesia, sino que se formó a partir de varias aldeas, muchas de las cuales conservan sus nombres como barrios dentro de Cheadle Hulme. A finales del siglo XIX, Cheadle Hulme se unió con Cheadle, Gatley y otros lugares vecinos para formar el Distrito urbano de Cheadle y Gatley. Este distrito se suprimió en 1974 y Cheadle Hulme se convirtió en un lugar distinto por derecho propio, como parte del distrito metropolitano de Stockport.
Cheadle Hulme cuenta con la estación de ferrocarril de Cheadle Hulme y está cerca del aeropuerto de Manchester, de la autopista M60 (Gran Bretaña) y de la carretera A34.

## Historia

### Historia temprana
El Libro de Domesday proporciona la mención más antigua de la zona, donde se registra como "Cedde", Celta para "madera". Los hallazgos arqueológicos locales incluyen hachas de la Edad de Bronce descubiertas en Cheadle. Las pruebas de la ocupación de la Romana incluyen monedas y joyas, que se encontraron en 1972, y la actual carretera de Cheadle, originalmente conocida como Street Lane, puede ser de origen romano. Una cruz de piedra dedicada al anglosajón San Chad, descubierta en 1873, indica una actividad anglosajona. La cruz se encontró en una zona llamada "Chad Hill", en las orillas del Micker Brook cerca de su confluencia con el río Mersey; esta zona se convirtió en "Chedle". Las sugerencias para el origen del nombre incluyen las palabras cedde, y leigh o leah, en inglés antiguo que significa "claro", formando el actual "Cheadle". "Hulme" puede haber derivado de la palabra nórdica antigua para "pradera de agua" o "isla en el pantano".
Según el Libro de Domesday de 1086, las actuales Cheadle y Cheadle Hulme constituían una única gran finca. Valorada en 20 libras esterlinas, fue descrita como "grande e importante" y "un bosque de tres leagues [unas 9 millas] de largo y la mitad de ancho". Uno de los primeros dueños de la propiedad fue el Conde de Chester. Estaba en manos de un Gamel, un sajón libre, bajo el mando de Hugh d'Avranches, 1er conde de Chester, y más tarde pasó a ser propiedad de la familia de Chedle, que tomó su nombre de la tierra que poseían. En junio de 1294 Geoffrey de Chedle era Lord of the Manor. El descendiente de Geoffrey, Robert (o Roger), murió a principios de la década de 1320, dejando la propiedad a su esposa Matilda, que la mantuvo hasta su muerte en 1326. Al no haber herederos varones, el manor, que ahora valía 30 libras al año, se dividió entre sus hijas, Clemence y Agnes. Clemence heredó la mitad sur (que más tarde se convertiría en la actual Cheadle Hulme), y Agnes heredó la mitad norte (últimamente Cheadle). Las dos zonas pasaron a conocerse como "Chedle Holme" y "Chedle Bulkeley" respectivamente. Poco después, la finca de Chedle Holme se dividió y la parte en la que ahora se encuentra Hulme Hall pasó a llamarse "Holme", en manos de los Vernon. Las propiedades se reunificaron a la muerte del último de los Vernon en 1476.

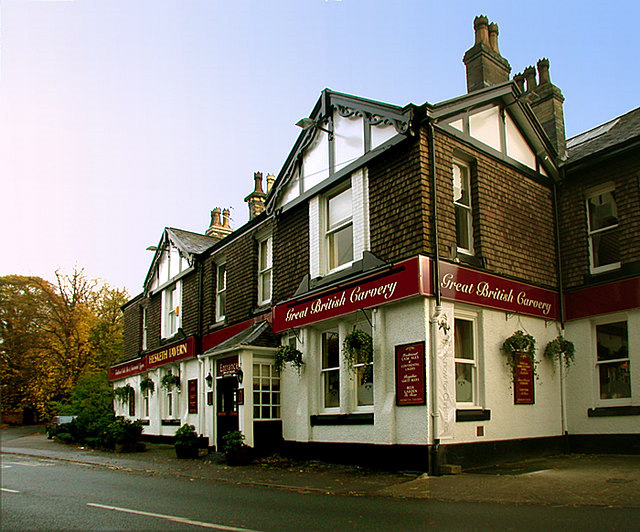
The Hesketh Tavern, on Hulme Hall Road, is a public house. It was built on the site of another public house, the Horse & Jockey, in 1864 and named after the family who once owned the manor.

La única hija de Clemencia y Guillermo de Bagulegh, Isabel de Bagulegh, sucedió a sus padres como propietaria del señorío y se casó con Sir Thomas Danyers. Danyers fue recompensado por sus esfuerzos en las cruzadas mediante un pago anual del Rey de 40 marks, así como el regalo de Lyme Hall. Su hija Margaret siguió recibiendo pagos después de su muerte.
El primer John Savage sucedió a Margaret, y le siguieron nueve más. El décimo murió joven, por lo que la herencia pasó a su hermano, Thomas Savage. En 1626 Charles I creó para él el título de Vizconde Savage. A su muerte, la propiedad pasó a su hija Juana, que más tarde se casó con John Paulet, 5º marqués de Winchester. Juana murió durante el parto a la edad de 23 años, y la propiedad pasó al marqués. El marqués practicaba el catolicismo, y en 1643 la finca fue confiscada debido a la persecución de los católicos en la Guerra Civil Inglesa.
Tras ello, la finca fue adquirida por la familia Moseley de Manchester y pasó a llamarse Cheadle Moseley. Anne Moseley fue la última de esta familia en poseer el señorío, ya que su marido no pudo mantenerlo tras su muerte. La compró John Davenport, que la legó a la familia Bamford cuando murió sin hijos en 1760. Después de que el último Bamford muriera sin descendencia masculina en 1806, la propiedad pasó a manos de Robert Hesketh, que adoptó el nombre de Bamford-Hesketh; es de esta familia de donde procede el nombre de la taberna Hesketh public house en Cheadle Hulme.  La última persona en poseer el señorío fue Winifred, Condesa de Dundonald, una de las descendientes de Bamford-Hesketh.

### Historia moderna
En 1801, la población era de 971 y había aumentado a 2.319 en 1851. En 1868, la zona se convirtió en una parroquia, pero se fusionó con Cheadle Bulkeley en 1879 y pasó a formar parte del distrito de Cheadle and Gatley en 1894. El nombre "Cheadle Moseley" siguió utilizándose para la zona, y apareció en los diezmoss y escriturass hasta el siglo XX. En 1974, el distrito de Cheadle y Gatley fue abolido y Cheadle Hulme pasó a formar parte del Metropolitan Borough of Stockport.
La RAF de Handforth fue un gran e importante almacén que contribuyó directamente al esfuerzo bélico. El emplazamiento se extendía desde el centro del pueblo de Handforth, pasando por Cheadle Hulme y hasta Woodford. El polígono industrial Adlington Park en Woodford/Poynton era un lugar disperso de la RAF de Handforth. La propia Cheadle Hulme se libró de sufrir graves daños, pero sus habitantes conocieron el alcance de la guerra, principalmente debido a la amplia y visible presencia de la RAF y pudieron escuchar los sonidos de los ataques aéreos sobre Manchester.
Cheadle Hulme no creció en torno a una iglesia como muchos pueblos ingleses, sino que creció a partir de varias aldeas que existían en la zona. Muchos de los nombres de estas aldeas siguen apareciendo en los nombres de las zonas, como Smithy Green, Lane End, Gill Bent y Grove Lane. Algunas de las numerosas granjas, como Orish Mere Farm y Hursthead Farm, que cubrían la zona, también conservan sus nombres en las escuelas que se construyeron en su lugar.
La zona se vio afectada por un tornado F1/T2 el 23 de noviembre de 1981, como parte del brote de tornados que batió el récord nacional ese día.

## Gobierno
Cheadle Hulme fue históricamente parte de la antigua parroquia de Cheadle dentro de los límites históricos del condado de Cheshire. Formaba el township de Cheadle Moseley. Tras la Ley de Corporaciones Municipales de 1835, parte de Cheadle Moseley se fusionó con el Municipal Borough of Stockport. Cheadle Moseley se convirtió en una parroquia civil independiente en 1866, pero en 1879 se unió con la parroquia civil vecina de Cheadle Bulkeley para formar la parroquia civil de Cheadle.
Establecida en 1886, la primera autoridad local de Cheadle Hulme fue la junta local de salud de Cheadle y Gatley, un organismo regulador responsable de las normas de higiene y saneamiento para la zona del municipio de Stockport Etchells y la parte del municipio de Cheadle fuera del término municipal de Stockport. La junta de sanidad también formaba parte del poor law union de Stockport. En 1888 la junta se dividió en cuatro distritos: Adswood, Cheadle, Cheadle Hulme y Gatley. En virtud de la Ley de Gobierno Local de 1894 el área de la junta local pasó a ser Distrito Urbano de Cheadle y Gatley. En 1901 se produjeron intercambios de tierras con los distritos urbanos vecinos de Wilmslow y Handforth, y los distritos se reestructuraron de nuevo, dividiendo Cheadle Hulme en norte y sur, y fusionándose en Adswood. Debido al rápido crecimiento del distrito, los distritos se reestructuraron de nuevo en 1930, añadiendo Heald Green. En 1940 se establecieron los actuales distritos de Adswood, Cheadle Este, Cheadle Oeste, Cheadle Hulme Norte, Cheadle Hulme Sur, Gatley y Heald Green. En virtud de la Ley de Gobierno Local de 1972 se suprimió el distrito urbano de Cheadle y Gatley, y Cheadle Hulme ha formado, desde el 1 de abril de 1974,[cita requerida], una zona no delimitada del Metropolitan Borough of Stockport dentro del condado metropolitano de Gran Mánchester.
Desde 1950, Cheadle Hulme forma parte de la circunscripción parlamentaria de Cheadle, y está representada por la diputada del Conservador Mary Robinson desde 2015. Seis concejales, tres en representación del distrito de Cheadle Hulme Sur y tres en representación de Cheadle Hulme Norte, forman parte del consejo municipal.

## Geografía

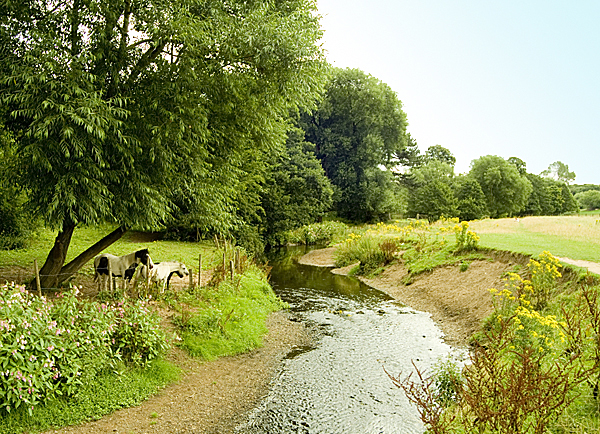
The Micker Brook, running through fields behind the Ramillies estate

En 53°22′34″N 2°11′17″O / 53.376, -2.188, Cheadle Hulme se encuentra en el sur del Gran Mánchester. El distrito metropolitano de Stockport se encuentra a caballo entre la llanura de Cheshire y los Peninos, y Cheadle Hulme está al oeste del distrito, en la llanura de Cheshire. La zona se encuentra en el valle de Ladybrook junto al arroyo Micker, un afluente del río Mersey que fluye hacia el noroeste desde Poynton a través de Bramhall y Cheadle Hulme, uniéndose al Mersey en Stockport.
La mayoría de los edificios de la zona son casas del siglo XX, pero hay algunos edificios, hitos y objetos que datan del siglo XVI, además de Bramall Hall, que data del siglo XIV. En particular, hay muchos edificios de la Victorian en varios lugares de la zona. La [[geología a la deriva]|geología a la deriva]] local es principalmente arcilla de cantos rodados glaciares, así como arenas y gravas glaciares. Durante muchos años la arcilla se ha utilizado para fabricar ladrillos y tejas.
El clima de Cheadle Hulme es generalmente templado, como el del resto del Gran Mánchester. Las temperaturas medias máximas y mínimas de 13,2 grados Celsius (55,8 °F) y 6,4 grados Celsius (43,5 °F) están ligeramente por encima de la media de Inglaterra, mientras que las precipitaciones anuales de 806,6 milímetros (31,8 plg) y las horas medias (1.394 5 horas) de sol están respectivamente por encima y por debajo de las medias nacionales.

## Demografía
Nota: Cheadle Hulme se divide en dos zonas para los censos, Cheadle Hulme Norte y Cheadle Hulme Sur. Las cifras que figuran a continuación anteriores a 2011 tienen en cuenta ambas zonas. A partir de 2011 las cifras se basan en los datos de la subdivisión de la zona construida de Cheadle Hulme publicados por la Oficina de Estadísticas Nacionales. Los datos de esta zona no coinciden con el total combinado de los distritos de Cheadle del Norte y del Sur, ya que los límites de esta subdivisión son ligeramente diferentes.
| Cuadro comparativo de Cheadle Hulme | Cuadro comparativo de Cheadle Hulme | Cuadro comparativo de Cheadle Hulme | Cuadro comparativo de Cheadle Hulme |
| ----------------------------------- | ----------------------------------- | ----------------------------------- | ----------------------------------- |
| Censo 2011 en el Reino Unido        | Cheadle Hulme                       | Stockport (municipio)               | Inglaterra                          |
| Total de población                  | 24.362                              | 283.275                             | 53.012.456                          |
| Blanca                              | 91,6%                               | 92,1%                               | 85,4%                               |
| Asiática                            | 5,5%                                | 4,9%                                | 7,8%                                |
| Mixta                               | 1,5%                                | 1,8%                                | 2,3%                                |
| Negra                               | 0,6%                                | 0,7%                                | 3,5%                                |
| Otras                               | 0,8%                                | 0,6%                                | 1,0%                                |

Según la Office for National Statistics, Cheadle Hulme tenía una población de 24.362 habitantes en el censo de 2011. La densidad de población era de 4.152 habitantes por kilómetro cuadrado con una proporción de 100-95,3 mujeres/varones. De los mayores de 16 años, el 25,0% eran solteros (nunca se habían casado o habían registrado una unión civil del mismo sexo), el 58,1% estaban casados y el 0,1% tenían una unión civil registrada del mismo sexo Los 9.962 hogares de Cheadle Hulme incluían un 26,1% de una sola persona, un 42. El 9% eran parejas casadas o del mismo sexo que vivían juntas, el 6,2% eran parejas de cohabitación y el 8,3% eran padres solteros con hijos. De las personas de 16 a 74 años, el 13,1% no tenía titulaciones académicas.
Alrededor del 66.6% de los residentes de Cheadle Hulme se declararon cristianos, el 3.4% musulmanes, el 1.2% hindúes, el 0.6% judíos, el 0.3% budistas y el 0.1% sijs. El censo registró que el 21.1% no tenía religión, el 0.4% tenía una religión alternativa y el 6.3% no declaró su religión.

## Economía

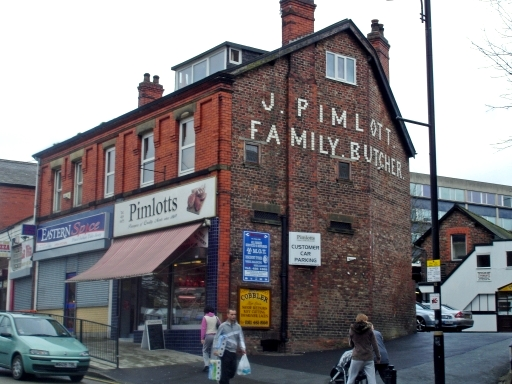
La carnicería Pimlott, en Station Road. Se estableció en 1869, y es uno de los negocios familiares de la zona.

Durante muchos años, Cheadle Hulme fue una zona rural formada por bosques, terrenos abiertos y granjas. La población local estaba formada por granjeros y campesinos, que vivían en pequeñas casas de campo y trabajaban la tierra bajo la tenencia del señor de la mansión La mayoría de las familias tenían animales para alimentarse, cultivaban sus propias cosechas, y probablemente compraban y vendían productos en el mercado de Stockport El agua se obtenía de los pozos y estanques locales, y a veces del arroyo Micker.
El tejido local de la seda se convirtió en una parte importante de la vida cotidiana. El trabajo se realizaba en casas de campo en una sala conocida como "taller de telares", y la seda tejida se transportaba a empresas de Macclesfield a 8 millas (13 km) de distancia El tejido de la seda siguió siendo habitual en la zona hasta principios del siglo XX, cuando el proceso se industrializó[45][¿fuente autopublicada? ] Otras industrias de la zona eran un molino de maíz, que se derrumbó en algún momento de la Primera Guerra Mundial, situado junto al arroyo Micker; la tejeduría de algodón; y las fábricas de ladrillos, una situada donde se encuentra la estación de bomberos y otra cerca de la estación de ferrocarril. Frente a la estación de ferrocarril había un muelle de carbón que abastecía la zona.